# Složena država
Složene države su države koje sačinjava više političko-teritorijalnih jedinica, bez obzira na ustavnopravni položaj tih jedinica. 
Tokom istorije, različiti oblici udruživanja država javljaju se već u antičko doba. Grčki polisi često su se, sklapajući saveze, udruživali u lige, simahije ili simpolitije, a razlog je bila zajednička odbrana od spoljnjeg neprijatelja. Zajednička odbrana bila je i razlogom povezivanja tri alpska kantona Uri, Kanton Švic i Untervalden, da bi očuvali svoju nezavisnost od snažnih germanskih suseda. Taj se savez postepeno tokom vekova širio sklapanje novih ugovora, a rezultovalo je nastankom Švajcarske konfederacije, te njeno kasnije pretvaranje u federaciju (tokom 19. veka). Američka federacija nastala je pak 1787. godine, donošenjem američkog ustava, a svoj temeljni ustavni model zasnovan je na principu dva konstitutivna elementa federacije – građana i država članica. Od nastanka američke federacije datira i razlikovanje federacije i konfederacije.

U teoriji postoje nekoliko podela složenih država, a najčešća je:
- personalna unija
- realna unija
- konfederacija (državni savez)
- federacija (federativna ili savezna država).

Klasična ustavnopravna teorija pak navodi unije kao oblike složenih država, pa uz podelu na federacije i konfederacije, navodi još i podelu na:
- Personalna unija
- Realna unija
- Zakonodavna unija
- Asimetrične zajednice država:
  - pridružene države
  - asimetrični savezi

Prema nekim teoretičarima i protektorat se ubraja u oblik složenih država, dok se prema međunarodnom pravu on smatra odnosom zavisnosti.
S aspekta međunarodnog prava problem složenih država važan je zbog odgovora na pitanje ko je subjekt međunarodnog prava?.
Neki pravni teoretičari osporavaju mogućnost postojanja složenih država.